# Anisotremus virginicus

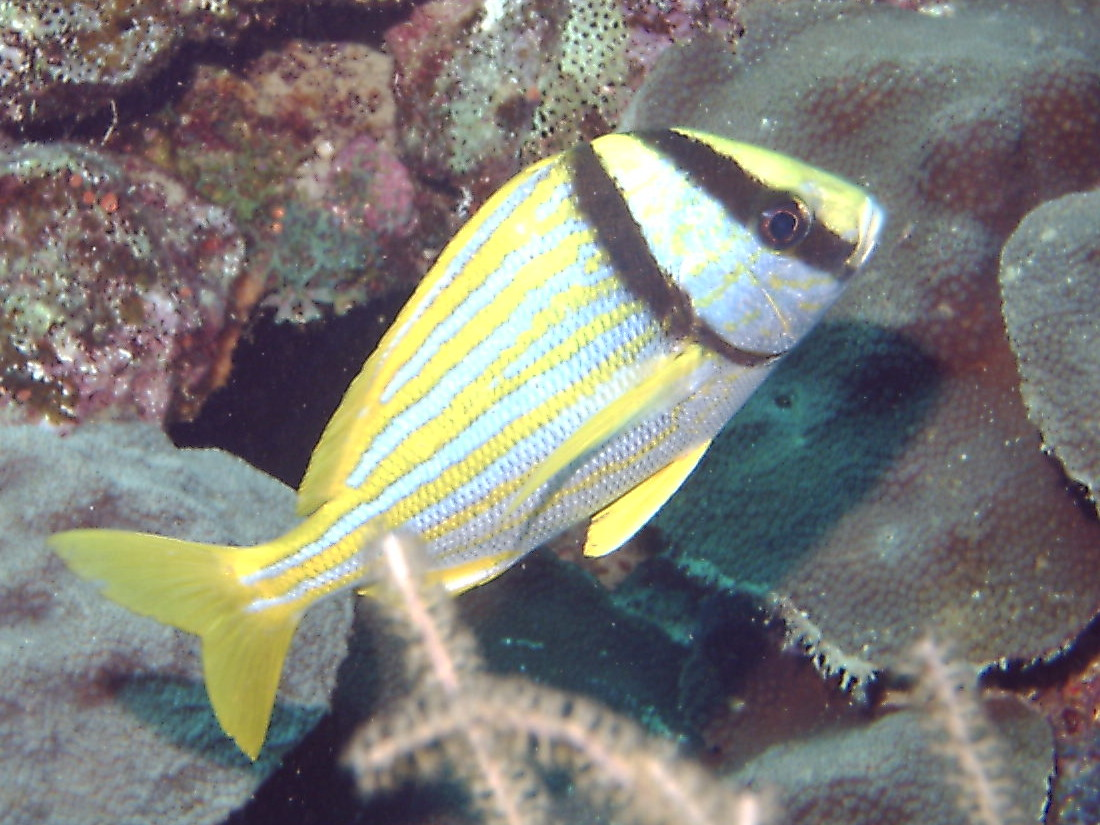
Exemplar fotografiat a Veneçuela

Anisotremus virginicus és una espècie de peix pertanyent a la família dels hemúlids.

## Descripció
- Pot arribar a fer 40,6 cm de llargària màxima (normalment, en fa 25) i 930 g de pes.
- Cos amb franges grogues i blaves argentades. Les aletes són grogues.
- 12 espines i 16-18 radis tous a l'aleta dorsal i 3 espines i 9 radis tous a l'anal.[3]

## Alimentació
Menja durant la nit mol·luscs, equinoderms, anèl·lids i crustacis. Els exemplars joves també es nodreixen dels paràsits de peixos més grossos.

## Hàbitat
És un peix marí, associat als esculls i de clima subtropical (32°N-33°S) que viu entre 2 i 20 m de fondària.

## Distribució geogràfica
Es troba a l'Atlàntic occidental: des de Bermuda (on fou introduït) i Florida (els Estats Units) fins al Brasil, incloent-hi el golf de Mèxic i el mar Carib.

## Ús comercial
Es comercialitza fresc i els exemplars joves són populars com a peixos d'aquari. Ha estat criat en captivitat.

## Observacions
És inofensiu per als humans, tot i que n'hi ha informes d'enverinament per ciguatera.